# Prosdocimus

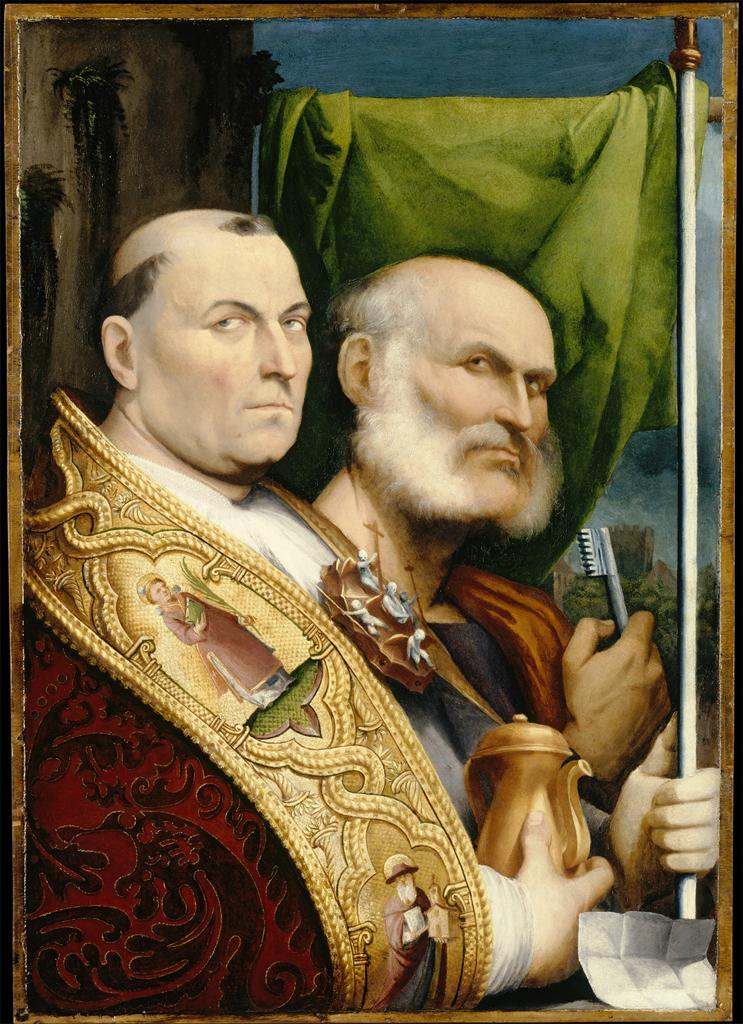
De heiligen Prosdocimus en Petrus. Schilderij door Il Pordenone

Prosdocimus (Romeinse Rijk, 1e à 4e eeuw) is volgens rooms-katholieke legendes de eerste bisschop van Padua, in de Noord-Italiaanse regio Veneto. 
Prosdocimus was van Griekse afkomst en predikte in Latium en het westen van Veneto. Prosdocimus zou door de heilige Petrus gekerstend zijn (1e eeuw), wat in tegenspraak is met een datering tot in de 4e eeuw. De legende spreekt van Opilius, een Romeinse patriciër, bij wie Prosdocimus onderdak kreeg. Prosdocimus wordt afgebeeld met een kruik met doopwater. Dit beeld komt uit legendes waar Prosdocimus Romeinen doopte in Padua en in andere steden in Noord-Italië: Este, Vicenza, Treviso, Asolo, Altino, Feltre, Belluno, Trento, Concordia onder meer. Een bekende dopeling was Justina, die later de marteldood vond. De cultus van de heilige Justina of Santa Giustina in Padua is verweven met deze van Prosdocimus.
De oudste bron over Prosdocimus is een inscriptie in een marmeren plaat uit de 6e eeuw: Sanctus Prosdocimus episcopus et confessor wat betekent heilige Prosdocimus bisschop en belijder. De heiligencultus was toen al ingezet in de Roomse Kerk.
De oudste archiefstukken die over Prosdocimus handelen dateren van het jaar 860 (in Verona) en 970 (in Padua). Dit was de periode van een uitgebreide heiligenverering zowel in Rieti in Latium als in Padua zelf. De benedictijnen in het Santa Giustinaheiligdom in Padua verzekerden de cultus rond Prosdocimus. De heilige Prosdocimus werd in de middeleeuwen de patroonheilige van de stad Padua en het bisdom Padua.